# Pračana
Pračana is een plaats in de gemeente Buzet in de Kroatische provincie Istrië. De plaats telt 95 inwoners (2001).